# Muehlenbeckia
Genre
Muehlenbeckia est un genre de plantes de la famille des Polygonacées originaires de l'hémisphère sud, essentiellement Amérique du Sud, Australie, Papouasie-Nouvelle-Guinée et Nouvelle-Zélande et ont été introduites par les oiseaux et par les cultures dans les zones tempérées de l'hémisphère nord. Certaines sont de minuscules plantes alpines dressées alors que d'autres sont des lianes vigoureuses avec de nombreuses tiges sombres et de rares petites feuilles couleur bronze. Dans les régions quasiment sans gel ces espèces endémiques peuvent devenir envahissantes et difficiles à éradiquer.

## Étymologie
Le nom de genre a été donné par le botaniste suisse Carl Meissner en hommage au médecin et botaniste alsacien Henri Gustave Muehlenbeck (1798-1845). 

## Liste d'espèces
Selon Catalogue of Life (4 septembre 2020) :
- Muehlenbeckia adpressa (Labill.) Meisn.
- Muehlenbeckia andina J. Brandbyge
- Muehlenbeckia astonii Petrie
- Muehlenbeckia australis (Forst. fil.) Meisn.
- Muehlenbeckia axillaris (Hook. fil.) Walp.
- Muehlenbeckia complexa (A. Cunn.) Meisn.
- Muehlenbeckia diclina (F. Müll.) F. Mueller.
- Muehlenbeckia ephedroides Hook. fil.
- Muehlenbeckia fruticulosa (Walp.) Standl.
- Muehlenbeckia gracillima Meisn.
- Muehlenbeckia gunnii (Hook. fil.) Walp.
- Muehlenbeckia hastulata (J. E. Smith) I M. Johnst.
- Muehlenbeckia monticola Pulle
- Muehlenbeckia nummularia H. Gross
- Muehlenbeckia platyclados (F. Müll.) Meisn.
- Muehlenbeckia polybotrya Meisn.
- Muehlenbeckia rhyticarya F. Müll.
- Muehlenbeckia sagittifolia (Ortega) Meisn.
- Muehlenbeckia tamnifolia (Kunth) Meisn.
- Muehlenbeckia tiliifolia Wedd.
- Muehlenbeckia triloba Danser
- Muehlenbeckia tuggeranong D. J. Mallinson
- Muehlenbeckia urubambensis J. Brandbyge
- Muehlenbeckia volcanica (Benth.) Endlicher
- Muehlenbeckia zippelii (Meisn.) Danser

Selon The Plant List (4 septembre 2020) :
- Muehlenbeckia andina Brandbyge
- Muehlenbeckia australis (G. Forster) Meisn.
- Muehlenbeckia complexa Meisn.
- Muehlenbeckia fruticulosa (Walp.) Standl.
- Muehlenbeckia hastulata (Sm.) I.M.Johnst.
- Muehlenbeckia nummularia H. Gross
- Muehlenbeckia platyclados (F.Muell.) Meisn.
- Muehlenbeckia sagittifolia (Ortega) Meisn.
- Muehlenbeckia tamnifolia (Kunth) Meisn.
- Muehlenbeckia tiliifolia Wedd.
- Muehlenbeckia urubambensis Brandbyge
- Muehlenbeckia volcanica (Benth.) Endl.

Selon Tropicos (4 septembre 2020) (Attention liste brute contenant possiblement des synonymes) :
- Muehlenbeckia adpressa (Labill.) Meisn.
- Muehlenbeckia andina Brandbyge
- Muehlenbeckia astonii Petrie
- Muehlenbeckia australis (G. Forst.) Meisn.
- Muehlenbeckia axillaris (Hook. f.) Endl.
- Muehlenbeckia benthamii Endl.
- Muehlenbeckia chilensis Meisn.
- Muehlenbeckia coccoloboides J.M. Black
- Muehlenbeckia complexa (A. Cunn.) Meisn.
- Muehlenbeckia cunninghamii F. Muell.
- Muehlenbeckia debilis
- Muehlenbeckia dumosa I.M. Johnst.
- Muehlenbeckia ephedroides Hook. f.
- Muehlenbeckia florulenta Meisn.
- Muehlenbeckia fruticulosa (Walp.) Standl.
- Muehlenbeckia gracillima Meisn.
- Muehlenbeckia hastulata (Sm.) I.M. Johnst.
- Muehlenbeckia horrida H. Gross
- Muehlenbeckia leptobotrys Meisn.
- Muehlenbeckia monticola Pulle
- Muehlenbeckia nummularia H. Gross
- Muehlenbeckia peruviana Meisn.
- Muehlenbeckia platyclada (F. Muell.) Meisn.
- Muehlenbeckia polybotrya Meisn.
- Muehlenbeckia quadrangulata (M. Martens & Galeotti) Endl.
- Muehlenbeckia rhyticarya F. Muell.
- Muehlenbeckia rotundata Phil.
- Muehlenbeckia rupestris Wedd.
- Muehlenbeckia sagittifolia (Ortega) Meisn.
- Muehlenbeckia stuebelii Lindau
- Muehlenbeckia tamnifolia (Kunth) Meisn.
- Muehlenbeckia tiliifolia Wedd.
- Muehlenbeckia urubambensis Brandbyge
- Muehlenbeckia volcanica (Benth.) Endl.
- Muehlenbeckia vulcanica Meisn.